# Clare (Michigan)
Pour les articles homonymes, voir Clare.
Clare est une ville du comté de Clare, dans l'État du Michigan, aux États-Unis. En 2020, sa population était de 3 254 habitants.